# Hysterocrates robustus
Hysterocrates robustus är en spindelart som beskrevs av Pocock 1899. Hysterocrates robustus ingår i släktet Hysterocrates och familjen fågelspindlar. Utöver nominatformen finns också underarten H. r. sulcifer.